# État-major de l'Armée impériale japonaise

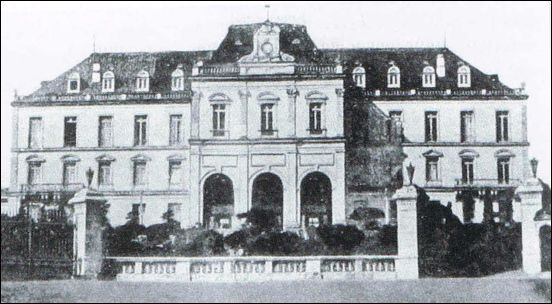
Siège de l'État-major dessiné par le conseiller étranger italien Giovanni Vincenzo Cappelletti.

L'État-major de l'Armée impériale japonaise (参謀本部, Sanbō Honbu) était l'un des quatre principaux organismes chargés de superviser l'Armée impériale japonaise.

## Rôle
Le ministère de la Guerre (陸軍省, Rikugunshō) fut créé en avril 1872, en même temps que le ministère de la Marine, pour remplacer l'ancien ministère des Affaires étrangères (Hyōbushō).
Initialement, le ministère de la Guerre était chargé de l'administration et du commandement opérationnel de l'Armée impériale japonaise. Cependant, l'État-major de l'armée impériale japonaise fut créé en décembre 1878 pour gérer toutes les opérations militaires, ne laissant au ministère que des fonctions administratives.
L'État-major était responsable de la préparation des plans militaires, de l'entraînement, de l'utilisation d'armes combinées, du renseignement militaire, des manœuvres et du déploiement des troupes, et de la rédaction du règlement militaire, des rapports et de la cartographie.
Le chef de l'État-major était le doyen des officiers de l'armée impériale japonaise et bénéficiait, comme le ministre de la Guerre, celui de la Marine et le chef de l'État-major de la marine impériale japonaise, d'un accès direct à l'empereur. 
En temps de guerre, l'État-major était intégré au quartier-général impérial, un organisme supervisé par l'empereur et créé pour coordonner les opérations militaires et les ressources du gouvernement.

## Origines et développement

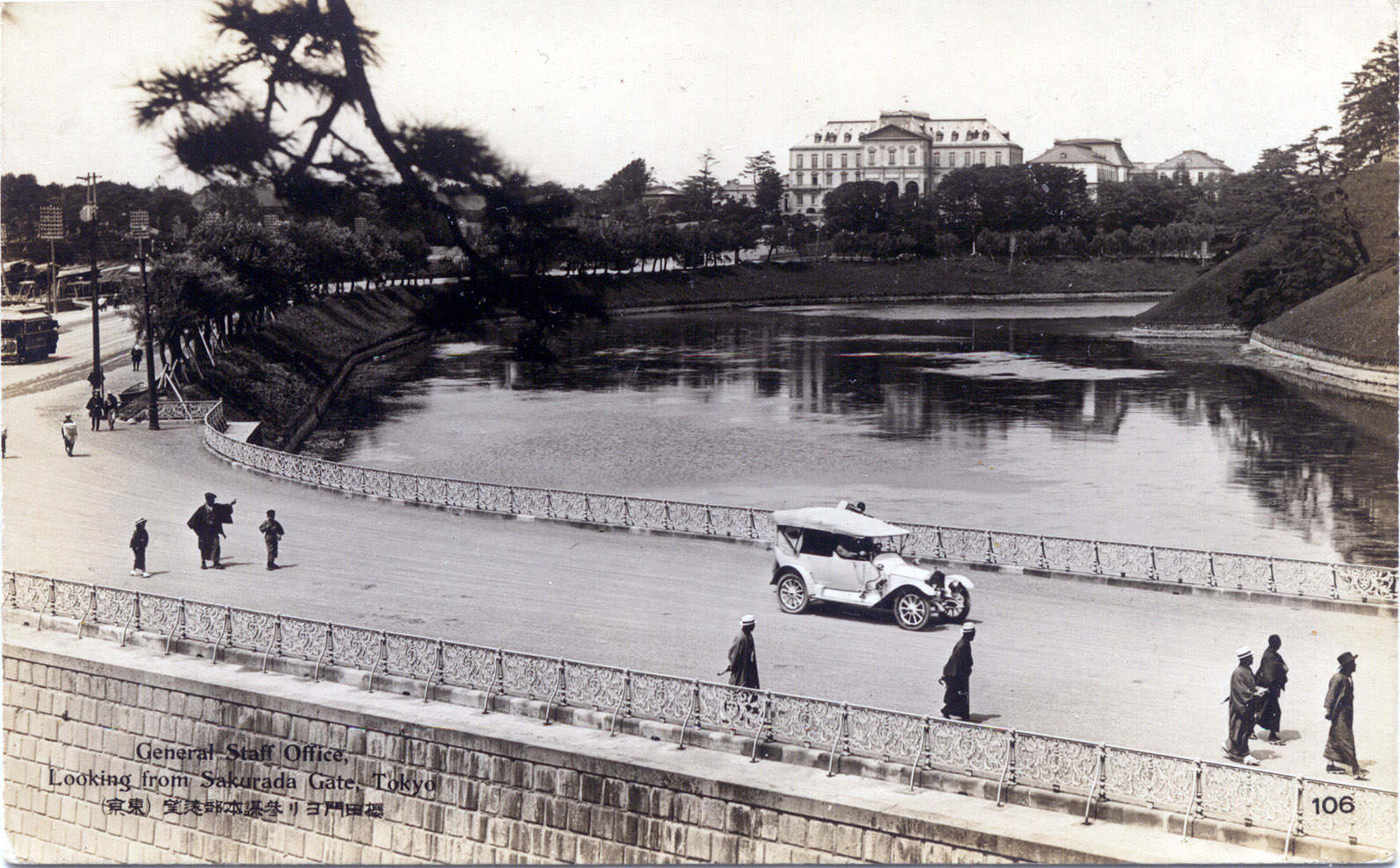
Carte postale montrant l'État-major de l'Armée impériale japonaise, vers 1910.

Après la restauration de Meiji de 1868, les dirigeants du nouveau gouvernement de Meiji cherchèrent à réduire la vulnérabilité du Japon vis-à-vis de l'impérialisme occidental en copiant sans relâche toutes les technologies et les pratiques sociales, militaires et gouvernementales des grandes puissances européennes.
À l'origine, la structure de l'armée japonaise était copiée sur celle de la France napoléonienne. Cependant, la victoire écrasante de la Prusse et des autres membres de la Confédération de l'Allemagne du Nord lors de la guerre franco-prussienne de 1870-1871 convainquit l'oligarchie de Meiji de la supériorité militaire du modèle prussien et en février 1882, Yamagata Aritomo et Ōyama Iwao proposèrent de réformer l'armée japonaise sur ce modèle.
En décembre 1878, à l'instigation de Katsura Tarō, ancien attaché militaire en Prusse, le gouvernement de Meiji adopta le modèle de l'État-major allemand (Großer Generalstab) qui comprenait l'indépendance de l'armée vis-à-vis des organes civils, l'assurance que les manœuvres militaires ne seraient pas décidées par les partis politiques, et que l'armée ne serait responsable que devant l'empereur du Japon plutôt que le Premier ministre.
Les fonctions administratives et opérationnelles de l'armée furent divisées entre deux organismes. Le ministère de la Guerre assurerait l'administration, l'approvisionnement et la mobilisation et un État-major indépendant assurerait les plans stratégiques et le commandement militaire. Le chef de l'État-major, qui avait un accès direct à l'empereur, pouvait opérer indépendamment du gouvernement civil. Cette indépendance complète de l'armée fut codifiée par la constitution Meiji de 1889 qui plaça l'armée et la marine sous commandement direct de l'empereur, et non sous l'autorité d'un organe civil comme le Cabinet.
Yamagata Aritomo devint le premier chef de l'État-major en 1878. En raison de son influence, les chefs suivants furent plus puissants que le ministre de la Guerre. 
De plus, en 1900, une ordonnance impériale (loi d'obligation pour les ministres militaires d'être choisis parmi les officiers en service actif (軍部大臣現役武官制, Gumbu daijin gen'eki bukan sei)) décréta que les deux ministres, armée et marine, devaient être choisis parmi les généraux (amiraux), lieutenant-généraux (vice-amiraux) en service actif. En ordonnant la démission du ministre de la Guerre ou en refusant la nomination d'un général à ce poste, le chef de l'État-major pouvait amener à la démission du gouvernement et déjouer les tentatives de reformes. 
Sur les dix-sept officiers qui furent chef de l'État-major entre 1879 et 1945, trois étaient princes de sang impérial (Arisugawa Taruhito, Komatsu Akihito, et Kan'in Kotohito) et donc bénéficiaient d'un grand prestige en raison de leur lien avec l'empereur.
L'État-major de l'Armée impériale japonaise fut aboli par les forces alliées en 1945.

## Organisation
L'organisation de l'État-major de l'armée impériale japonaise a subi de nombreux changements durant son existence. Immédiatement après le déclenchement de la guerre du Pacifique, il fut divisé en quatre bureaux opérationnels et en un certain nombre d'organismes additionnels :
Chef de l'État-major de l'armée (général ou maréchal)

Vice-chef de l'État-major de l'armée (lieutenant-général)
- Affaires générales (personnel, comptabilité, domaine médical, planification de la mobilisation)

- G-1 (Opérations)
  - Département de stratégie et de tactique
  - Département de cartographie

- G-2 (Renseignements)
  - Département de Russie
  - Département d'Europe et d'Amérique du Nord
  - Département de Chine
  - Autres départements
- G-3 (Transport & Communications)
- G-4 (Rapports et cartes)
- G-5 (Fortifications) [de Janvier 1889 à décembre 1908]
- École de l'État-major

### Chefs de l'État-major de l'armée
Note : Le rang donné est le dernier rang de la personne et non le rang tenu pendant le poste de chef de l'État-major . Pour exemple, le rang de maréchal n'existait qu'en 1872/3 et à partir de 1898.
| #  | Dates du poste                      | Nom                                       |
| -- | ----------------------------------- | ----------------------------------------- |
| 1  | 24 décembre 1878 - 4 septembre 1882 | Lieutenant-général Yamagata Aritomo       |
| 2  | 4 septembre 1882 - 13 février 1884  | Lieutenant-général Ōyama Iwao             |
| 3  | 13 février 1884 - 22 décembre 1885  | Lieutenant-général Comte Yamagata Aritomo |
| 4  | 22 décembre 1885 - 14 mai 1888      | Général Prince Arisugawa Taruhito         |
| 5  | 14 mai 1888 - 9 mars 1889           | Lieutenant-général Ozawa Takeo (ja)       |
| 6  | 9 mars 1889 - 15 janvier 1895       | Général Prince Arisugawa Taruhito         |
| 7  | 26 janvier 1895 - 20 janvier 1898   | Général Prince Komatsu Akihito            |
| 8  | 20 janvier 1898 - 11 mai 1899       | Général Kawakami Sōroku                   |
| 9  | 16 mai 1899 - 20 juin 1904          | Général Marquis Ōyama Iwao                |
| 10 | 20 juin 1904 - 20 décembre 1905     | Général Marquis Yamagata Aritomo          |
| 11 | 20 décembre 1905 - 11 avril 1906    | Général Marquis Ōyama Iwao                |
| 12 | 11 avril 1906 - 30 juillet 1906     | Général Kodama Gentarō                    |
| 13 | 30 juillet 1906 - 20 janvier 1912   | Général Baron Oku Yasukata                |
| 14 | 19 janvier 1912 - 17 décembre 1915  | Général Hasegawa Yoshimichi               |
| 15 | 17 décembre 1915 - 17 mars 1923     | Général Uehara Yūsaku                     |
| 16 | 17 mars 1923 - 2 mars 1926          | Général Kawai Misao (ja)                  |
| 17 | 2 mars 1926 - 19 février 1930       | Général Suzuki Soroku (ja)                |
| 18 | 19 février 1930 - 23 décembre 1931  | Général Kanaya Hanzō (de)                 |
| 19 | 23 décembre 1931 - 3 octobre 1940   | Général Prince Kan'in Kotohito            |
| 20 | 3 octobre 1940 - 21 février 1944    | Général Hajime Sugiyama                   |
| 21 | 21 février 1944 - 18 juillet 1944   | Général Hideki Tōjō                       |
| 22 | 18 juillet 1944 - septembre 1945    | Général Yoshijirō Umezu                   |

### Vice-chef de l'État-major de l'armée
| #  | Date du poste                      | Nom                                        |
| -- | ---------------------------------- | ------------------------------------------ |
| 1  | 5 décembre 1878 - 16 octobre 1879  | Major-général Ōyama Iwao                   |
| x  | 16 octobre 1879 - 6 février 1882   | Poste non occupé                           |
| 2  | 6 février 1882 - 21 mai 1885       | Lieutenant-général Soga Sukenori (ja)      |
| 3  | 21 mai 1885 - 16 mars 1886         | Major-général Kawakami Sōroku              |
| 4  | 16 mars 1886 - 26 juillet 1886     | Lieutenant-général Soga Sukenori (ja)      |
| 5  | 26 juillet 1886 - 12 mai 1888      | Lieutenant-général Ozawa Takeo (ja)        |
| x  | 12 mai 1888 - 9 mars 1889          | Poste non occupé                           |
| 6  | 9 mars 1889 - 20 janvier 1898      | Lieutenant-général Kawakami Sōroku         |
| x  | 20 janvier 1898 - 26 août 1898     | Poste non occupé                           |
| 7  | 26 août 1898 - 25 avril 1900       | Lieutenant-général Ōsako Naoharu           |
| 8  | 25 avril 1900 - 27 mars 1902       | Lieutenant-général Terauchi Masatake       |
| 9  | 17 avril 1902 - 1er octobre 1903   | Major-général Tamura Iyozō (ja)            |
| 10 | 2 octobre 1903 - 12 octobre 1903   | Lieutenant-général Fukushima Yasumasa      |
| 11 | 12 octobre 1903 - 11 avril 1906    | Lieutenant-général Kodama Gentarō          |
| 12 | 16 avril 1906 - 25 avril 1912      | Lieutenant-général Fukushima Yasumasa      |
| 13 | 25 avril 1912 - 17 avril 1914      | Lieutenant-général Ōshima Ken'ichi         |
| 14 | 17 avril 1914 - 4 octobre 1915     | Lieutenant-général Akashi Motojirō         |
| 15 | 4 octobre 1915 - 10 octobre 1918   | Lieutenant-Général Tanaka Giichi           |
| 16 | 10 octobre 1918 - 5 mai 1921       | Lieutenant-général Fukuda Masatarō (ja)    |
| 17 | 5 mai 1921 - 24 novembre 1922      | Lieutenant-général Kikuchi Shin'nosuke     |
| 18 | 24 novembre 1922 - 1er mai 1925    | Lieutenant-général Nobuyoshi Mutō          |
| 19 | 1er mai 1925 - 5 mars 1927         | Lieutenant-général Kanaya Hanzō (de)       |
| 20 | 5 mars 1927 - 1er août 1929        | Lieutenant-général Jirō Minami             |
| 21 | 1er août 1929 - 22 décembre 1930   | Lieutenant-général Okamoto Ren'ichirō (de) |
| 22 | 22 décembre 1930 - 9 janvier 1932  | Lieutenant-général Ninomiya Osamu          |
| 23 | 9 janvier 1932- 19 juin 1933       | Lieutenant-général Jinzaburō Masaki        |
| 24 | 19 juin 1933 - 1er août 1934       | Lieutenant-général Kenkichi Ueda           |
| 25 | 1er août 1934 - 23 mars 1936       | Lieutenant-général Hajime Sugiyama         |
| 26 | 23 mars 1936 - 1er mars 1937       | Lieutenant-général Toshizō Nishio          |
| 27 | 1er mars 1937 - 14 août 1937       | Lieutenant-général Imai Kiyoshi (ja)       |
| 28 | 14 août 1937 - 10 décembre 1938    | Lieutenant-général Hayao Tada              |
| 29 | 10 décembre 1938 - 2 octobre 1939  | Lieutenant-général Nakajima Tetsuzō (ja)   |
| 30 | 2 octobre 1939 - 15 novembre 1940  | Lieutenant-général Sawada Shigeru (en)     |
| 31 | 15 novembre 1940 - 6 novembre 1941 | Lieutenant-général Tsukada Osamau          |
| 32 | 6 novembre 1941 - 8 avril 1943     | Lieutenant-général Moritake Tanabe         |
| 33 | 8 avril 1943 - 21 février 1944     | Lieutenant-général Hata Hikosaburō (de)    |
| 34 | 21 février 1944 - 7 avril 1944     | Lieutenant-général Jun Ushiroku            |
| 35 | 7 avril 1945 - septembre 1945      | Lieutenant-général Torashirō Kawabe        |